# 내사랑 내곁에 (노래)
〈내사랑 내곁에〉는 1991년에 김현식이 발표한 대한민국의 대중가요이다. 오태호가 작사하고 작곡한 노래이다.  
김현식 사후에 발표된 노래이며, 1991년 제6회 골든 디스크 대상을 수상한 곡이기도 하다.

## 작곡, 그리고 녹음
이 노래는 1988년에 당시 신촌블루스에서 기타연주를 맡았던 오태호가 가사를 쓰고 곡을 써놓은 상태였다.  노래를 만들고 혼자 기타를 치며 노래를 하고 있는데 이를 들은 김현식이 마음에 든다며 자신에게 곡을 달라고 하여 승낙을 하였다.
1990년 3월에 '넋두리'를 타이틀곡으로 한 5집앨범을 발표한 후 김현식은 사랑과 평화의 최이철, 김명수와 함께 6집 녹음에 들어갔다.  이 노래는 정식 녹음을 앞두고 가녹음해 놓은 상태로 되어 있었는데, 6집 음반작업을 마쳐가던 1990년 11월 1일에 김현식이 사망하는 바람에 가녹음 상태로 된 노래가 음반에 실리게 되었다.

## 인기, 그리고 골든디스크상
이 노래가 수록된 김현식의 6집앨범은 1991년 2월에 발표 후 1991년에 50만장 이상의 판매고를 올려 그 해 음반업계의 최고의 수확으로 꼽혔고, 노래는 그 해 연말 크리스마스 캐롤보다 더 많이 불렸다고 말할 수 있을 정도였다. 또한 그 해 제 6회 일간스포츠 골든디스크상 대상을 수상하였다.

## 잘못된 가사 전달
이 노래의 가사에서 시간은 멀어 집으로 향해 가는데라는 대목이 나오는데, 이 노래를 작사한 오태호에 따르면, 멀어 집으로가 아닌 멀어짐으로인데 가수가 잘못 부른 것 같다고 하였다.